# Liste von Basketballvereinen in Schweden
Diese Liste ist eine Aufstellung von Basketballvereinen in Schweden.
| Verein                                                                      | Logo | Ort               | Nationale Meisterschaften                                                                                        | Spielstätte                       | Sonstiges und Webadresse        | Belege        |
| --------------------------------------------------------------------------- | ---- | ----------------- | --- | --------------------------------- | ------------------------------- | ------------- |
| Åkers IF Basketball                                                         |      | Åkers styckebruk  | |                                   | Mehrspartensportverein          |               |
| Borås Basket                                                                |      | Borås             | | Boråshallen                       |                                 | [ 1 ] [ 2 ]   |
| Eskilstuna Basket                                                           |      | Eskilstuna        | | STIGA Sports Arena                |                                 | [ 3 ] [ 4 ]   |
| Högsbo Basket / Gothia Basket / Kärcher Hisings-Kärra BBK / New Wave Sharks |      | Göteborg          | 1996 | Gothia Arena                      | ? / aufgelöst oder wieder aktiv | [ 5 ] [ 6 ]   |
| Helsingborg BBK                                                             |      | Helsingborg       | 1969 | GA Hallen                         |                                 | [ 7 ] [ 8 ]   |
| Huddinge Basket                                                             |      | Huddinge          | | Edbohallen                        |                                 | [ 9 ] [ 10 ]  |
| Wetterbygden Sparks (Stars?)                                                |      | Huskvarna         | | Huskvarna Sporthall               |                                 | [ 11 ] [ 12 ] |
| Forum Basket                                                                |      | Huskvarna         | |                                   |                                 |               |
| Kalmar Basket                                                               |      | Kalmar            | | Akea Arena                        |                                 | [ 13 ]        |
| Mark Basket                                                                 |      | Kinna             | | Kinnahallen                       |                                 |               |
| RIG Mark Kinna                                                              |      | Kinna             | |                                   |                                 | [ 14 ] [ 15 ] |
| Marbo Basket                                                                |      | Kinna             | Frauen: 2014, 2015, 2016, 2017, 2018, 2021, 2023                                                                 |                                   | Frauen                          |               |
| Köping Stars                                                                |      | Köping            | | Köping Bad & Sport                |                                 | [ 16 ] [ 17 ] |
| Luleå BC                                                                    |      | Luleå             | 1997, 1999, 2000, 2002, 2004, 2006, 2007, 2017                                                                   | Luleå Energi Arena                |                                 | [ 18 ]        |
| Luleå Stars                                                                 |      | Luleå             | |                                   |                                 |               |
| RIG Luleå                                                                   |      | Luleå             | |                                   |                                 |               |
| Luleå Steelers                                                              |      | Luleå             | |                                   |                                 | [ 19 ] [ 20 ] |
| IK Eos Lund                                                                 |      | Lund              | | Eoshallen                         |                                 | [ 21 ] [ 22 ] |
| Lidingö Basket                                                              |      | Lidingö           | |                                   |                                 | [ 23 ]        |
| Lobas                                                                       |      | Lomma             | |                                   |                                 | [ 24 ]        |
| Malbas                                                                      |      | Malmö             | | Heleneholms Sporthall             |                                 | [ 25 ] [ 26 ] |
| Högland                                                                     |      | Nässjö            | |                                   |                                 |               |
| Nässjö Basket                                                               |      | Nässjö            | | Nässjö Sporthall                  |                                 | [ 27 ]        |
| Norrköping Dolphins                                                         |      | Norrköping        | 1980 (als Hageby Basket), 1998, 2010, 2012                                                                       | Stadium Arena                     |                                 | [ 28 ]        |
| Ockelbo BBK                                                                 |      | Ockelbo           | | Kuxahallen                        |                                 | [ 29 ] [ 30 ] |
| Östersund Basket                                                            |      | Östersund         | | Östersund Sporthall               |                                 |               |
| Jämtland Basket                                                             |      | Östersund         | | Östersunds Sporthall              |                                 | [ 31 ]        |
| Södertälje BBK (Södertälje Kings)                                           |      | Södertälje        | 1978, 1987, 1988, 1990, 1991, 1992, 2005, 2013, 2014, 2015, 2016, 2019                                           | Täljehallen und Scaniarinken      |                                 | [ 32 ]        |
| Tureberg Basket Stockholm                                                   |      | Sollentuna        | | Sollentuna Sporthall              |                                 | [ 33 ] [ 34 ] |
| AIK Solna Basket                                                            |      | Solna             | | Vasalundshallen                   |                                 | [ 35 ] [ 36 ] |
| Solna Vikings                                                               |      | Solna             | Männer: 2003, 2008; Frauen:2002, 2004, 2006, 2008, 2009                                                          | Solnahallen                       | Männer und Frauen               |               |
| Fryshuset Basket                                                            |      | Stockholm         | | Fryshuset Sporthall               |                                 | [ 37 ] [ 38 ] |
| Blackeberg Basket                                                           |      | Stockholm         | |                                   |                                 | [ 39 ]        |
| Åkersberga Basket                                                           |      | Stockholm         | |                                   |                                 | [ 40 ]        |
| 08 Stockholm Human Rights                                                   |      | Stockholm (Alvik) | Männer: 2001; Frauen: 2001, 2003, 2007, 2010                                                                     | Åkeshovshallen                    | aufgelöst                       |               |
| Alvik Basket                                                                |      | Stockholm (Alvik) | 1963, 1964, 1965, 1966, 1967, 1968, 1970, 1971, 1972, 1974, 1975, 1976, 1977, 1979, 1981, 1982, 1983, 1986, 1995 | Åkeshovshallen                    | aufgelöst (?)                   | [ 41 ]        |
| Hammarby Basket                                                             |      | Stockholm         | |                                   |                                 | [ 42 ]        |
| Djurgården IF Basket                                                        |      | Stockholm         | | Brännkyrkahallen                  |                                 | [ 43 ] [ 44 ] |
| Stockholm Eagles                                                            |      | Stockholm         | | Brännkyrkahallen                  |                                 |               |
| Sundsvall Dragons                                                           |      | Sundsvall         | 2009, 2011 | Sundsvalls Sporthall              | aufgelöst 2016                  |               |
| KFUM Sundsvall Basket                                                       |      | Sundsvall         | |                                   |                                 |               |
| Täby Basket / Djursholm Norrort                                             |      | Täby              | | Tibblehallen                      |                                 | [ 45 ]        |
| Trelleborg Pirates                                                          |      |                   | |                                   |                                 | [ 46 ]        |
| A3 Basket Umeå                                                              |      | Umeå              | | Umea Energi Arena                 | Frauen                          |               |
| KFUM Umeå                                                                   |      | Umeå              | |                                   |                                 |               |
| Umeå BSKT                                                                   |      | Umeå              | |                                   |                                 | [ 47 ] [ 48 ] |
| Uppsala Basket                                                              |      | Uppsala           | | Fyrishov                          |                                 | [ 49 ] [ 50 ] |
| Sloga Uppsala                                                               |      | Uppsala           | | USIF Arena                        |                                 | [ 51 ] [ 52 ] |
| Västerås Basket                                                             |      | Västerås          | |                                   |                                 |               |
| Aros Basket                                                                 |      | Västerås          | |                                   |                                 | [ 53 ]        |
| Visby Ladies                                                                |      | Visby             | Frauen: 2005 | ICA Maxi Arena / Södervärnshallen | Frauen                          |               |
| Akropol BBK                                                                 |      |                   | |                                   |                                 |               |

Diese Tabelle erhebt keinen Anspruch auf Vollständigkeit.